# Erik Adolf von Willebrand
Erik Adolf von Willebrand (Vaasa, Finlàndia, 1 de febrer del 1870 - Pernaja, Finlàndia, 12 de setembre del 1949) va ser un metge internista finlandès reconegut pels seus estudis sobre les patologies de la coagulació sanguínia.
Von Willebrand era fill d'un enginyer de districte a Vaasa i el 1896 va obtenir la llicenciatura de medicina a la Universitat d'Helsinki. La seva tesi doctoral la va dedicar als canvis que es produeixen al torrent circulatori quan es produeix una pèrdua significativa de sang. A partir d'aquí, les propietats de la coagulació sanguínia serien el centre del seu interès durant la resta de la seva vida professional.
Fruit de les seves investigacions en la família d'una nena de 5 anys que vivia a l'illa d'Åland i que presentava una llarga tradició familiar d'hemorràgies, va descriure per primer cop la malaltia que havia de portar el seu nom: la Malaltia de von Willebrand.